# Schizorhiza
Schizorhiza è un genere estinto di pesci cartilaginei appartenenti agli sclerorhyncoide, vissuto durante il Cretacico superiore. Comprende una sola specie valida, Schizorhiza stromeri. I suoi fossili sono datati dal Campaniano al Maastrichtiano ed è stato rinvenuto in Africa, Medio Oriente, Nord America e Sud America.

## Descrizione
Schizorhiza era caratterizzato da un robusto rostro armato con oltre 1800 dentelli disposti in fitte file continue lungo ciascun lato. Ogni dentello era sostituito da una serie di dentelli più piccoli che si sviluppavano all'interno della radice, mentre nuove file di dentelli crescevano all'estremità del rostro.
Tra gli sclerorincoidi, questo sistema di sostituzione dei dentelli è conosciuto solo in Schizorhiza e nel suo parente stretto Harranahynchus.

## Tassonomia
Schizorhiza stromeri venne descritto per la prima volta da Wilhelm Weiler nel 1930, basandosi su scaglie placoidi (dentelli rostrali) provenienti dal "Calcare Nubiano" in Egitto. La specie è dedicata al paleontologo Ernst Stromer.
Una seconda specie, S. weileri, fu descritta da Giselda Serra nel 1933 sulla base di dentelli provenienti dalla Tripolitania (Libia). Tuttavia, è attualmente considerata sinonimo minore di S. stromeri.
Schizorhiza e l'affine Harranahynchus sono considerati membri basali del gruppo degli Sclerorhynchoidei; una recente classificazione dell'intero gruppo pone Schizorhiza all'interno della famiglia Schizorhizidae, in una posizione basale rispetto agli altri sclerorincoidi.

## Paleoecologia
Si ritiene che il rostro di Schizorhiza venisse utilizzato per colpire e lacerare le prede, in modo simile ai moderni pesci sega. Questa peculiarità ha valso a Schizorhiza il soprannome di "razza tagliente" ("slasher ray").